# Cristina Robalo Cordeiro
Cristina Robalo-Cordeiro (1954) é uma escritora, ensaísta e tradutora portuguesa, condecorada pelo estado português com a Ordem do Infante e pelo estado Francês com a Legião de Honra.

## Biografia
Cristina Robalo-Cordeiro nasceu em 1954 e dedicou-se ao estudo da literatura francófona.   
Doutorou-se em França, em 1980, com uma tese sobre André Malraux e novamente em Coimbra com uma tese sobre o trabalho de Jules Supervielle. 
Em 2021, foi nomeada para o conselho de curadores da Agência de Avaliação e Acreditação do Ensino Superior pela Presidência do Conselho de Ministros. 

## Prémios e condecorações
Cristina Robalo-Cordeiro foi condecorada com: 
- 1993 - Chevalier de l’Ordre des Palmes Académiques
- 2001 - Officier de l’Ordre des Palmes Académiques

- 2014 - Legião de Honra (Cavaleiro), pelo estado francês
- 2015 - Ordem do Infante (Comendador) pelo estado português [5]
- 2020 - Grau de Cavaleiro da Ordre des Arts et des Lettres, pelo estado francês [6]

Recebeu os prémios: 
- 2008 - Prémio Richelieu Senghor de la Francophonie
- 2022 - Grande Prémio de Ensaio da APE com o livro O véu de Maia, relendo Almeida Faria [7]

## Ligações Externas
- Universidade de Coimbra | FLUC acolhe a condecoração de Cristina Robalo Cordeiro
- Diário de Coimbra | O meu olhar - episódio 2. Cristina Robalo Cordeiro (2022)